# Klaus Günther (Politikwissenschaftler)
Klaus Günther (* 15. Mai 1941 in Stuttgart) ist ein deutscher Politikwissenschaftler.

## Leben
Nach dem Abitur studierte Günther in den Jahren 1960 bis 1961 an der Eberhard-Karls-Universität Tübingen Romanistik und Politikwissenschaft. Seine Ausbildung setzte er von 1961 bis 1965 am Otto-Suhr-Institut der Freien Universität Berlin fort, wo er 1969 promovierte. Parallel zur Arbeit an der Dissertation (Der Kanzlerwechsel in der Bundesrepublik, Verlag für Literatur und Zeitgeschehen 1970) arbeitete er als Assistent eines Abgeordneten im Deutschen Bundestag. 1968/69 studierte er als Stipendiat des British Council u. a. an der London School of Economics. Von 1969 bis 1974 war er wissenschaftlicher Referent an der Friedrich-Ebert-Stiftung in Bonn. 1980 habilitierte er sich an der Universität Hamburg mit der Arbeit Sozialdemokratie und Demokratie 1946–1966.
Er engagiert sich seit den 1970er Jahren in Projekten der Alternativökonomie und der alternativen (politischen) Bildung: Bonner Institut für Demokratiewissenschaft, Werkstatt für Demokratie und Öffentlichkeit und der eingetragenen Genossenschaft Begleitung.
Von 1976 bis 2006 widmete er sich als Dozent am Seminar für Politikwissenschaft der Rheinischen Friedrich-Wilhelms-Universität Bonn auf didaktisch reflektierte Anleitung zum Lernen.
Klaus Günther bemüht sich um innovative interdisziplinäre Analysen in einem Fach, das nach dem Zweiten Weltkrieg mit diesem Anspruch an deutschen Universitäten eingeführt wurde.
Seit der Pensionierung versucht er neurowissenschaftliche Erkenntnisse (Ausbildung im Kontakt mit der „Life & Brain GmbH“/Bonn) auf unterschiedliche gesellschaftliche Problembereiche anzuwenden: Seine Arbeitsschwerpunkte sind „Comparative Government“, Wissenschaftstheorie und didaktisch reflektierte Lehre.
In Anwendung auf:
- Fußball (sportphysiologisch-psychisch; gesellschaftlich)
- Umgang mit Sterben und Tod
- Umgang mit Terrorismus
- Umgang mit Palliativmedizin
- Umgang mit Künstlicher Intelligenz

## Publikationen (Auswahl)
- Politik des Kompromisses – Dissensmanagement in pluralistischen Demokratien, Wiesbaden 2006, VS Verlag für Sozialwissenschaften, ISBN 978-3-531-14878-6
- Das Hirn der Fußballprofis – Was der Fußball von neurobiologischer Forschung lernen kann, Aachen 2016, Meyer& Meyer Verlag, ISBN 978-3-8403-3638-6
- Eine etwas andere WM-Analyse. Fitness, Technik und Taktik kann man lernen – Weltmeister nicht in: Der tödliche Pass, November 2018, Heft 90
- Das Hirn der Studierenden: Dialogisches Lernen statt obrigkeitlicher Lehre, Leverkusen 2018, Verlag Barbara Budrich, ISBN 978-3-8474-1232-8
- Sterben neurobiologisch betrachtet: Letzte Lebensphasen unter Leistungs- und Heroismusdruck, Opladen 2020, Verlag Barbara Budrich, ISBN 978-3-8474-2462-8